# Algeriet i olympiska sommarspelen 1968
Algeriet deltog i de olympiska sommarspelen 1968 med en trupp bestående av 3 deltagare. Ingen av landets deltagare erövrade någon medalj.